# Арбитражный процессуальный кодекс Российской Федерации
Арбитражный процессуальный кодекс Российской Федерации (АПК РФ) — кодифицированный нормативный правовой акт, являющийся основным источником, регулирующим ведение арбитражного судопроизводства, то есть по делам, связанным с предпринимательской деятельностью в Российской Федерации.
Арбитражный процессуальный кодекс Российской Федерации был принят Государственной думой 14 июня 2002 года, одобрен Советом Федерации 10 июля 2002 года и подписан Президентом Российской Федерации 24 июля 2002 года, вступил в силу 1 сентября 2002 года (согласно Федеральному закону от 24 июля 2002 года № 96-ФЗ «О введении в действие арбитражного процессуального кодекса Российской Федерации»).

## Структура Арбитражного процессуального кодекса
Арбитражный процессуальный кодекс Российской Федерации состоит из 7 разделов, 37 глав (общей сложностью 332 статьи):

### Раздел I. Общие положения
Глава 1. Основные положения

Глава 2. Состав арбитражного суда

Глава 3. Отводы

Глава 4. Компетенция арбитражных судов

 § 1. Подведомственность

 § 2. Подсудность

Глава 5. Лица, участвующие в деле, и иные участники арбитражного процесса

Глава 6. Представительство в арбитражном суде

Глава 7. Доказательства и доказывание

Глава 8. Обеспечительные меры арбитражного суда

Глава 9. Судебные расходы

Глава 10. Процессуальные сроки

Глава 11. Судебные штрафы

Глава 12. Судебные извещения

### Раздел II. Производство в арбитражном суде первой инстанции. Исковое производство
Глава 13. Предъявление иска

Глава 14. Подготовка дела к судебному разбирательству

Глава 15. Примирительные процедуры. Мировое соглашение

Глава 16. Приостановление производства по делу

Глава 17. Оставление заявления без рассмотрения

Глава 18. Прекращение производства по делу

Глава 19. Судебное разбирательство

Глава 20. Решение арбитражного суда

Глава 21. Определение арбитражного суда

### Раздел III. Производство в арбитражном суде первой инстанции по делам, возникающим из административных и иных публичных правоотношений
Глава 22. Особенности рассмотрения дел, возникающих из административных и иных публичных правоотношений

Глава 23. Рассмотрение дел об оспаривании нормативных правовых актов

Глава 24. Рассмотрение дел об оспаривании ненормативных правовых актов, решений и действий (бездействия) государственных органов, органов местного самоуправления, иных органов, должностных лиц

Глава 25. Рассмотрение дел об административных правонарушениях

 § 1. Рассмотрение дел о привлечении к административной ответственности

 § 2. Рассмотрение дел об оспаривании решений административных органов о привлечении к административной ответственности

Глава 26. Рассмотрение дел о взыскании обязательных платежей и санкций

### Раздел IV. Особенности производства в арбитражном суде по отдельным категориям дел
Глава 27. Рассмотрение дел об установлении фактов, имеющих юридическое значение

Глава 27.1. Рассмотрение дел о присуждении компенсации за нарушение права на судопроизводство в разумный срок или права на исполнение судебного акта в разумный срок

Глава 28. Рассмотрение дел о несостоятельности (банкротстве)

Глава 28.1. Рассмотрение дел по корпоративным спорам

Глава 28.2. Рассмотрение дел о защите прав и законных интересов группы лиц

Глава 29. Рассмотрение дел в порядке упрощенного производства

Глава 29.1. Приказное производство

Глава 30. Производство по делам об оспаривании решений третейских судов и о выдаче исполнительных листов на принудительное исполнение решений третейских судов

 § 1. Производство по делам об оспаривании решений третейских судов

 § 2. Производство по делам о выдаче исполнительного листа на принудительное исполнение решения третейского суда

Глава 31. Производство по делам о признании и приведении в исполнение решений иностранных судов и иностранных арбитражных решений

### Раздел V. Производство по делам с участием иностранных лиц
Глава 32. Компетенция арбитражных судов в Российской Федерации по рассмотрению дел с участием иностранных лиц

Глава 33. Особенности рассмотрения дел с участием иностранных лиц

Глава 33.1. Производство по делам с участием иностранного государства

### Раздел VI. Производство по пересмотру судебных актов арбитражных судов
Глава 34. Производство в арбитражном суде апелляционной инстанции

Глава 35. Производство в арбитражном суде кассационной инстанции

Глава 36.1. Производство по пересмотру судебных актов в порядке надзора

Глава 37. Производство по пересмотру вступивших в законную силу судебных актов по вновь открывшимся обстоятельствам